# George Pletser

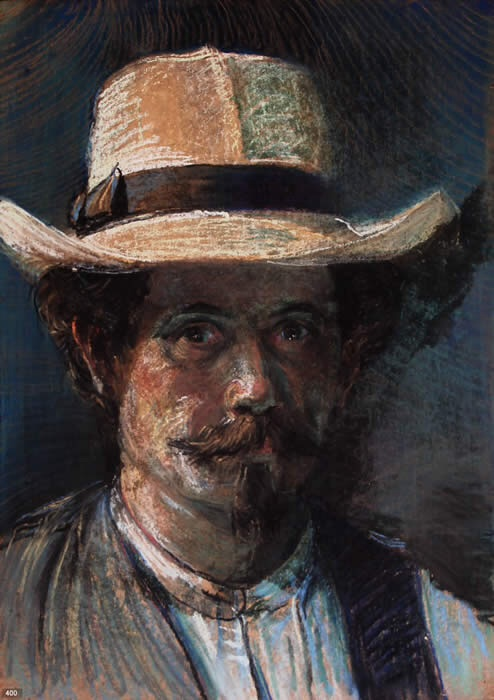
Zelfportret

Jurgen "George" Pletser (Rotterdam, 25 juni 1871 - aldaar, 16 oktober 1942) was een Nederlands kunstschilder.

## Leven en werk
Pletser studeerde aan de Academie voor Beeldende Kunsten in Rotterdam, onder Alexander van Maasdijk en Jan de Jong. Hij stond bekend als een eigenwijs kunstenaar en een "einzelgänger". Pletser schilderde vooral stillevens, maar maakte ook figuurstukken en landschappen. Hij werkte in een voor die tijd progressieve, krachtige stijl, vaak in een gedurfd koloriet. Zijn schilderijen zijn vaak donker maar door de contrasterende licht en schaduwwerking zijn er altijd kleuren die er uit springen.
Pletser was lid van de Kring van beeldende kunstenaars R 33 (waarvoor hij meermaals exposeerde) en de Rotterdamse Vereniging Kunst en Kunstnijverheid. Behalve in Rotterdam en omgeving werkte hij ook in Parijs en Berlijn.
Pletser was gehuwd, had geen kinderen en overleed in 1942, 79 jaar oud. Werk van hem is onder andere te zien in het Museum Boijmans Van Beuningen. In dat museum vond na zijn dood, in 1943, ook een retrospectieve tentoonstelling van zijn werk plaats, waarbij tevens een kleine catalogus werd uitgegeven.

## Galerij

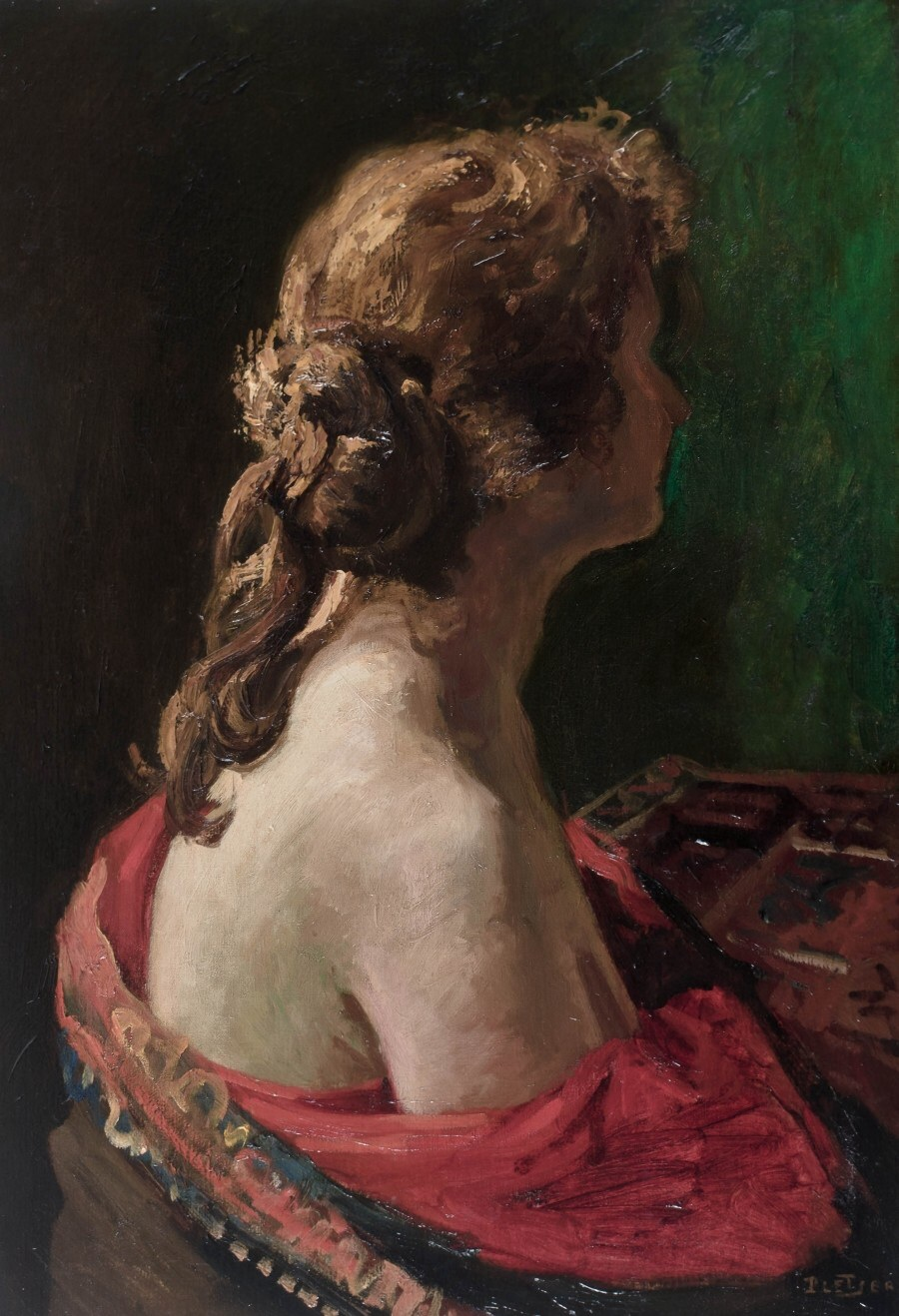
Portret van een vrouw met lang haar
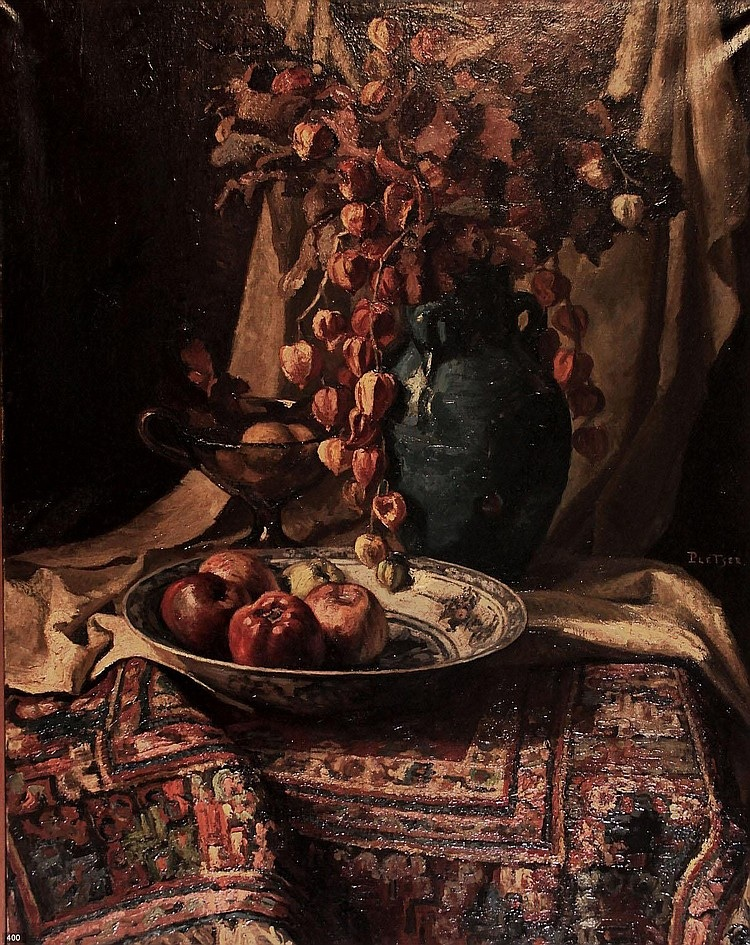
Stilleven van fruit en bloemen
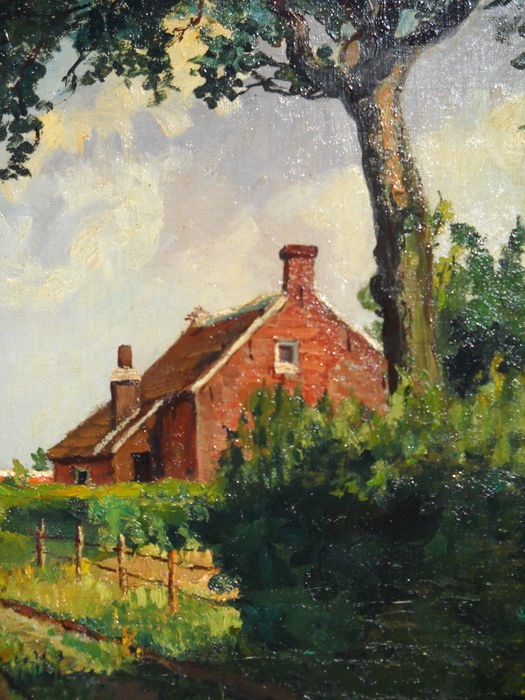
Landschap met boerderijwoning
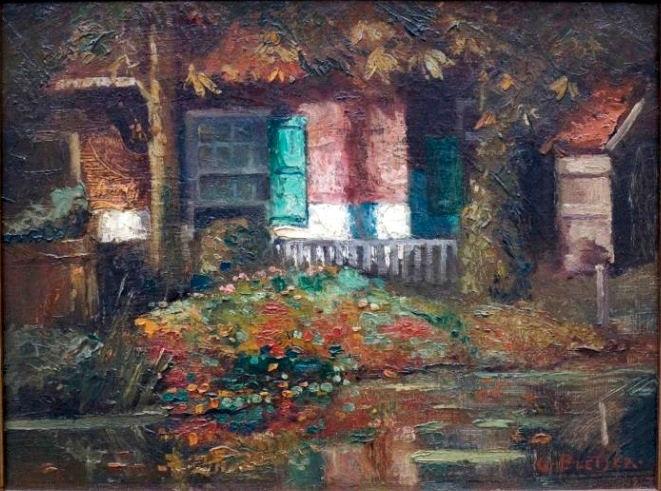
Huis aan de oever
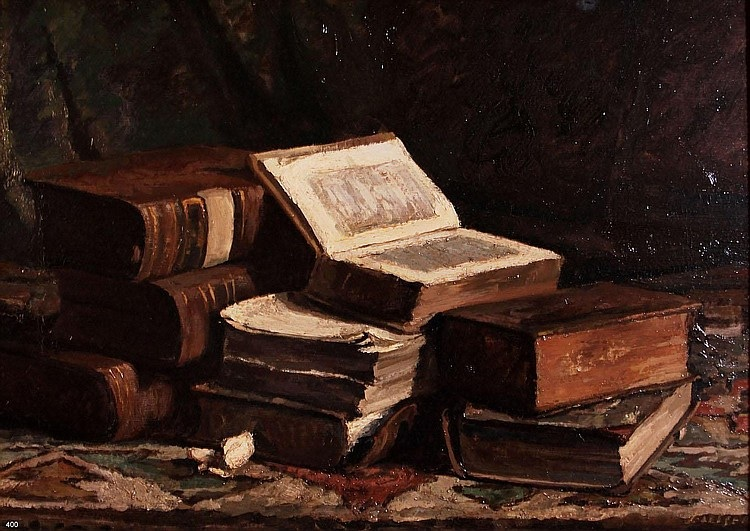
Stilleven met boeken
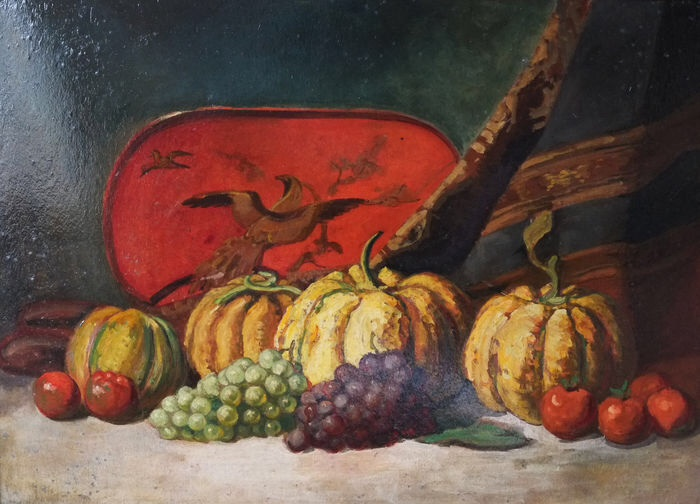
Stilleven met pompoenen
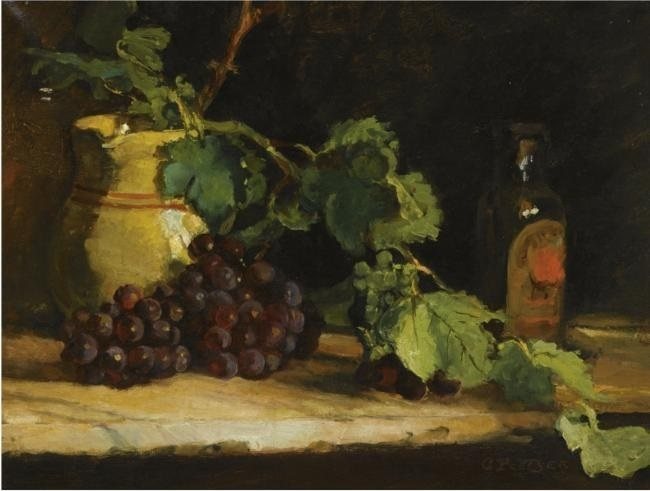
Stilleven met druiven
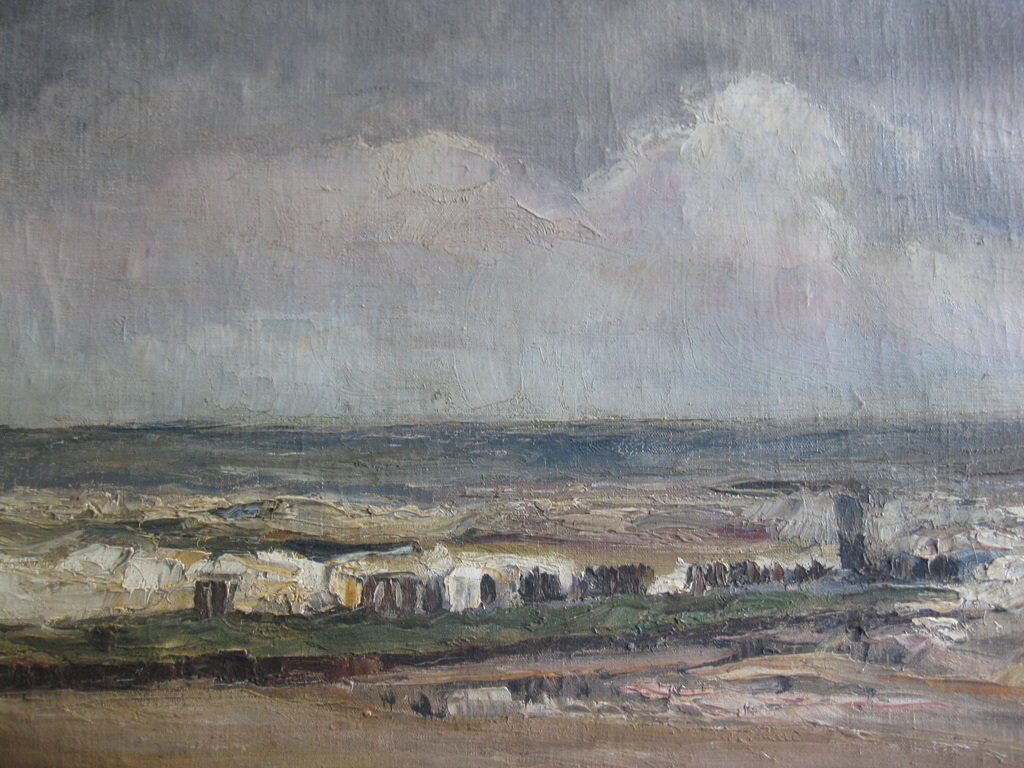
Strandgezicht